# Morti nel 406 a.C.
| Questa pagina contiene informazioni ricavate automaticamente dalle voci biografiche con l'ausilio del template Bio e di un bot. L'aggiornamento è periodico e automatico e ricostruisce completamente la pagina. Se manca una persona in questa lista, sei pregato di non aggiungerla, ma accertati piuttosto che la sua voce biografica contenga il template Bio e che i dati anagrafici siano correttamente compilati. Se il template Bio manca, inseriscilo tu stesso o, in alternativa, metti l'avviso {{tmp\|Bio}} che ne segnala la mancanza. Se i dati riportati sono sbagliati, correggi direttamente la voce biografica; le modifiche saranno visibili in questa lista entro pochi giorni. Per chiarimenti vedi il progetto biografie. La lista contiene solo le 10 persone che sono citate nell'enciclopedia e per le quali è stato implementato correttamente il template Bio. Pagina aggiornata al 27 gen 2025. |

- Aristocrate di Atene, politico e ammiraglio ateniese
- Callicratida, ammiraglio spartano (n. 451 a.C.)
- Diomedonte, ammiraglio ateniese
- Erasinide, ammiraglio ateniese
- Euripide, drammaturgo greco antico (n. 485 a.C.)
- Lisia, ammiraglio ateniese
- Annibale Magone, condottiero e re cartaginese
- Pericle il Giovane, ammiraglio e politico ateniese
- Sofocle, drammaturgo greco antico (n. 496 a.C.)
- Trasillo, ammiraglio e politico ateniese